# Erbach (Wied)
Der Erbach, abschnittsweise erst Kobersteiner Bach, dann Dieperzbach und zuletzt Quengelbach genannt, im rheinland-pfälzischen Landkreis Altenkirchen (Westerwald) ist ein etwa 8 km langer, orographisch rechter und nördlicher Zufluss des Oberlaufs der Wied in Altenkirchen (Westerwald).

## Geographie

### Verlauf
Der Erbach entspringt im Mittelsiegbergland. Seine Quelle liegt in einem Waldgebiet zwischen den Ortschaften Beul im Westsüdwesten und Hilgenroth im Ostnordosten auf der Ostflanke des zum Höhenzug Leuscheid gehörenden Beulskopfs (388,2 m ü. NHN). Ihr entspringt er etwa 650 m östlich der Kreisstraße 37 Hilgenroth–Bachenberg auf rund 321 m Höhe.
Anfangs fließt der Erbach nach Südosten und nimmt dabei erst von rechts den Schlehhecker Bach auf und tritt dann vom Mittelsiegbergland endgültig in den Niederwesterwald über. Später mündet von Norden der von Hilgenroth kommende, ungefähr gleich lange Quellast zu. Danach unterquert er erstmals die Oberwesterwaldbahn Au–Altenkirchen, die ihn fortan begleitet und dabei noch zweimal auf Brücken überquert, und läuft ab hier nun überwiegend nach Süden.
Zunächst fließt der Erbach durch Obererbach, wo nach links der Hackser Mühlengraben abzweigt, passiert dann mit diesem Graben zusammen Hacksen, das am nördlichen Hang eines von Osten zulaufenden Seitentales liegt. Aus diesem Tal fließt ihm der Hackser Bach zu, nachdem dieser kurz zuvor noch den Mühlengraben aufgenommen hat. Hier fließt der Erbach am Ostrand von Niedererbach entlang, wo dann entlang der südlichen Siedlungsgrenze der Niedererbacher Bach einmündet. Danach passiert das nun auch Kobersteiner Bach genannte Fließgewässer das Gut Koberstein am rechten unteren Talhang. Nächster Zufluss ist der rechte Bachenbergbach, wonach der Bach auch Dieperzbach heißt, denn danach liegt das Dorf Dieperzen rechts auf dem unteren Mündungssporn des anschließend einmündenden Dieperzer Bachs. Auch die ersten Häuser der nächsten Ortschaft Honneroth stehen erst etwas über dem rechten Hangfuß, nur das Gut Honneroth liegt nahe am Bach in der rechten Aue. Fortan auch Quengelbach genannt, unterquert der Bach die Bundesstraße 8, die nördlich um Altenkirchen herumführt. An dessen Ortsrand mündet kurz danach der von Osten kommende Sörther Bach ein.
In der Altenkirchener Kernstadt unterquert der Erbach nach Einmünden des von Nordosten kommenden Driescheider Bachs erst die Bundesstraße 8 und dann die Oberwesterwaldbahn, um etwa 200 m südlich dieser Bahnstrecke auf etwas unterhalb der 213,75-m-Höhenlinie Höhe in den ungefähr von Osten heranfließenden Rhein-Nebenfluss Wied zu münden. Direkt westlich der Einmündung führt die Landesstraße 267 (Koblenzer Straße) auf einer Brücke über die Wied.

### Einzugsgebiet und Zuflüsse
Das Einzugsgebiet des Erbachs ist 33,2 km² groß. Zu den Zuflüssen des Erbachs gehören (bachabwärts betrachtet; Längen und Einzugsgebiete, wenn nicht anders vermerkt, auf feinerem Maßstab auf der in Weblinks genannten Karte abgemessen):
- Schlehhecker Bach, von rechts und Westen im Wald noch vor der K 37, ca. 0,3 km
- Hilgenrother Quellast, von links und Norden auf unter 255 m ü. NHN am ersten Einzelhaus von Obererbach, ca. 1,7 km und ca. 1,6 km²; entsteht auf etwa 297 m Höhe wenig nordwestlich von Hilgenroth; hat etwas weniger Einzugsgebiet, aber etwas mehr an Länge als der Erbach-Quellast
- Wiesenbach,[6] von links und Nordosten bei Obererbach, ca. 1,0 km
- Hoppbach,[7] von rechts beim Haltepunkt Obererbach, ca. 0,6 km
- Abgang des Hackser Mühlgrabens, nach links gleich danach, ca. 0,7 km; mündet nach Aufnahme eines längeren gegenläufigen, den folgenden Hackser Bach rechts begleitenden Kanals kurz vor dessen Mündung in den Hackser Bach
- Hackser Bach, von links und Osten am Ostrand von Niedererbach, 2,8 km und 5,5 km²[8]
- Niedererbacher Bach, von rechts am Südrand von Niedererbach, ca. 0,4 km
- Bachenbergbach, von rechts etwas vor Dieperzen, ca. 1,0 km; entsteht am Südrand von Bachenberg
- Dieperzer Bach, von rechts vor Dieperzen auf dem Mündungssporn, ca. 0,4 km
- Sörther Bach, von links und Nordosten am Bebauungsrand von Altenkirchen, 6,2 km und 9,5 km²[8]
- Driescheider Bach, von rechts und Nordwesten neben der B 8 in der Ortsmitte von Altenkirchen, 5,6 km und 6,9 km²[8]

## Bilder

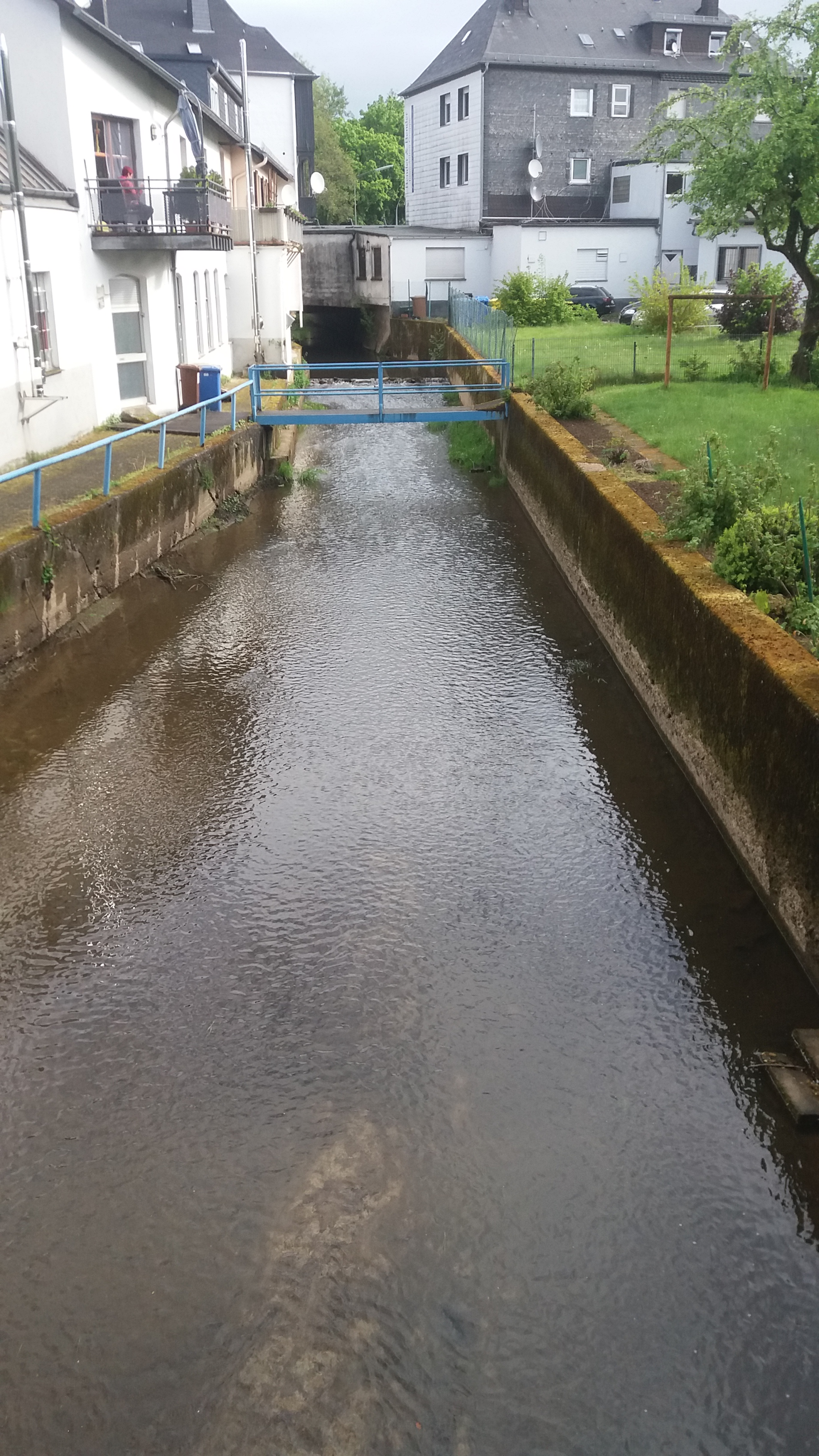
Der Erbach als Quengelbach in Altenkirchen
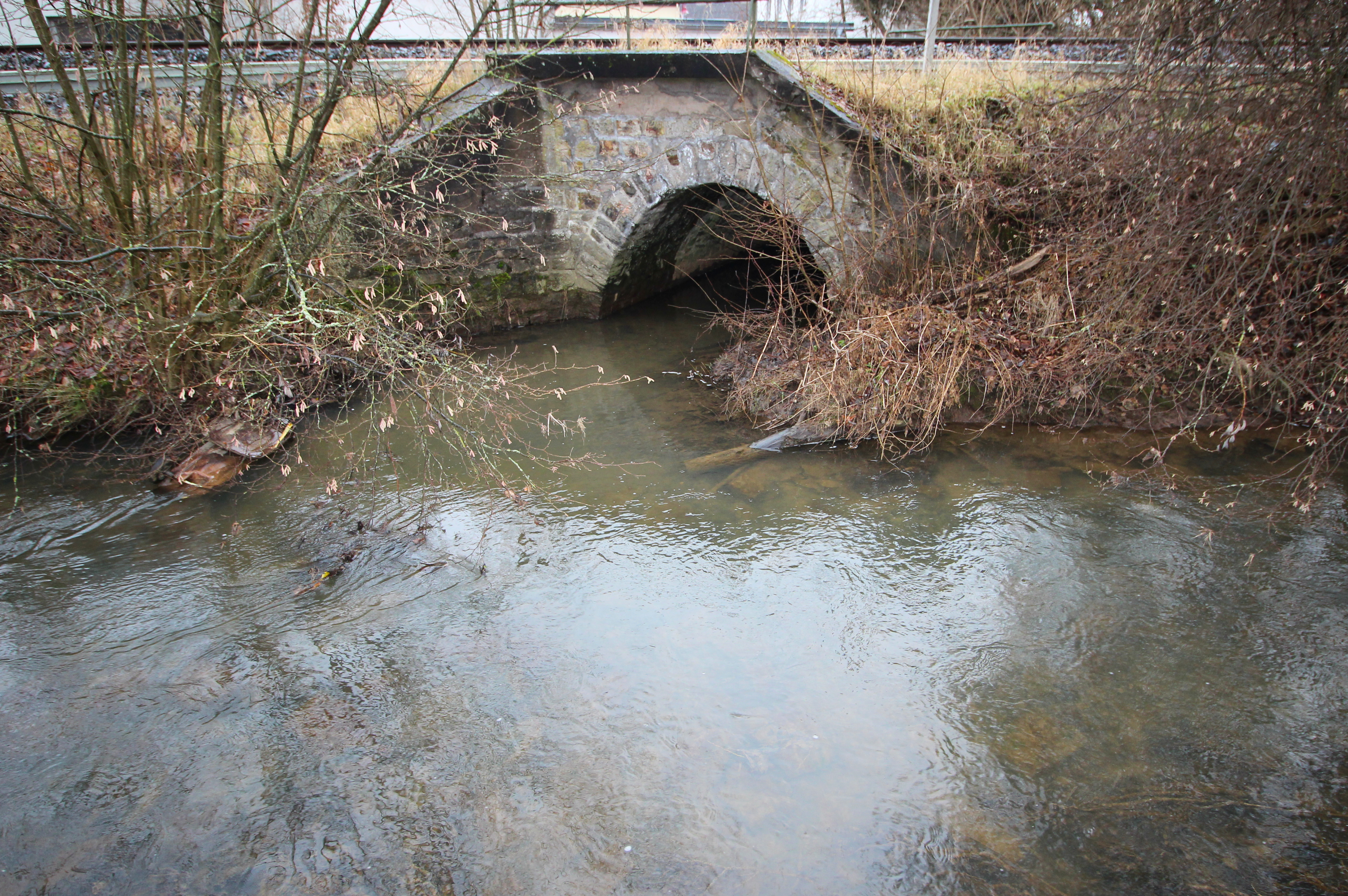
Der Zufluss des Driescheider Bach in Altenkirchen
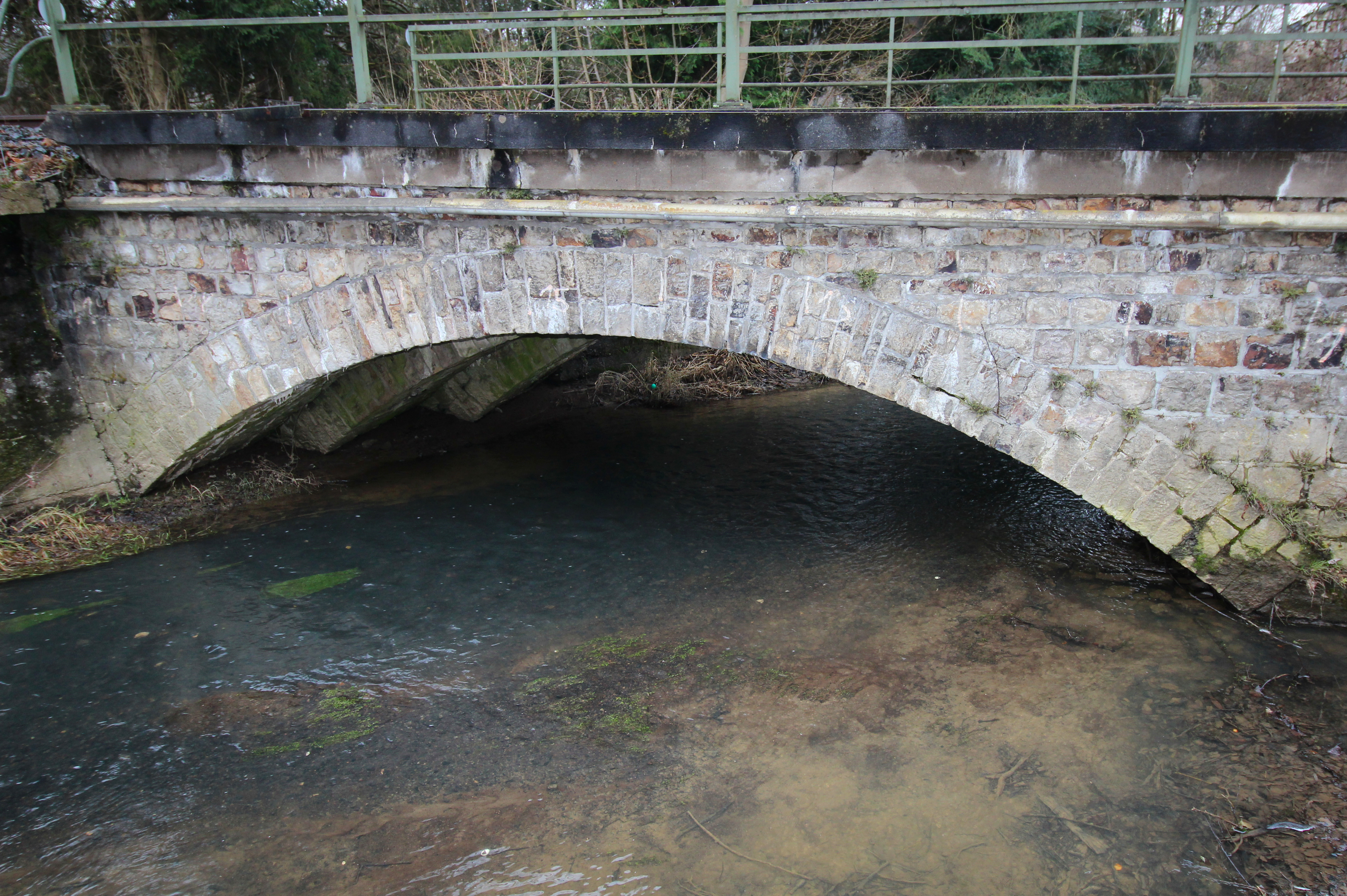
Die Eisenbahnbrücke der Bahnstrecke Limburg–Altenkirchen in Altenkirchen
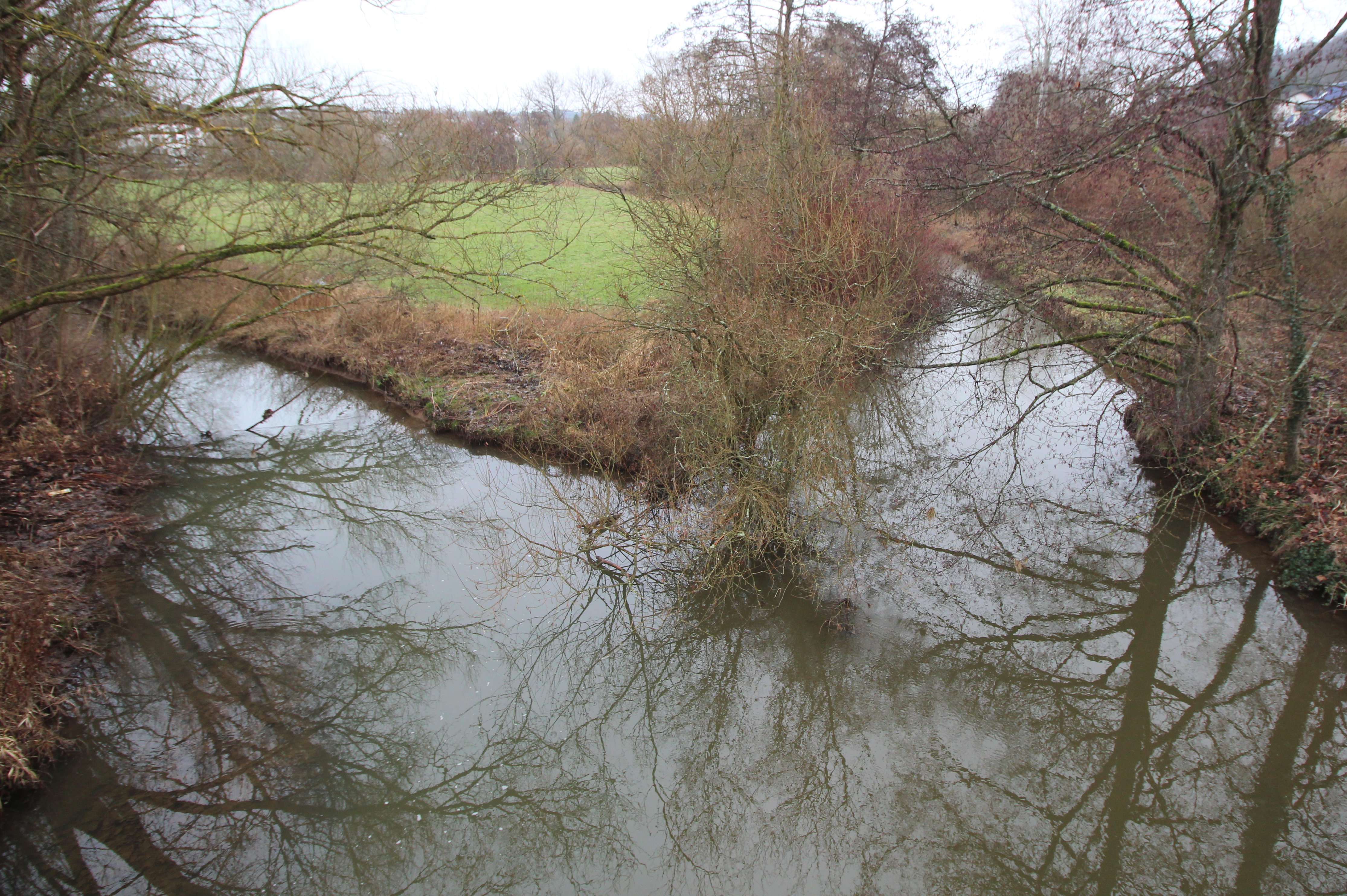
Der Erbach (links) fließt in die Wied